# Zhang Yimou
Zhang Yimou, chiń. upr. 张艺谋; pinyin Zhāng Yìmóu (ur. 14 listopada 1951 w Xi’an) – chiński reżyser, scenarzysta i producent filmowy; dawniej również operator, a okazjonalnie także aktor filmowy. W swoich wielokrotnie nagradzanych filmach, wyróżniających się wyrafinowaną stroną wizualną, poruszał tematykę związaną z polityczną i seksualną represyjnością, a bohaterami jego dzieł najczęściej bywały kobiety, odgrywane zwykle przez Gong Li, muzę Zhanga.
Uznawany za kluczową postać tzw. piątej generacji twórców kina chińskiego, rozpoczynających karierę po zakończeniu rewolucji kulturalnej w 1976 roku. Obok Zhanga do grona tego zalicza się m.in. Chena Kaige, Tiana Zhuangzhuanga czy Wu Ziniu.

## Życiorys
Jego ojciec był oficerem w armii Czang Kaj-szeka, przywódcy Kuomintangu, a jego starszy brat wyemigrował na Tajwan. W czasie rewolucji kulturalnej młody Zhang skierowany został do pracy przymusowej na roli, a następnie pracował w fabryce. W 1978 roku, dwa lata po zakończeniu rewolucji kulturalnej, Zhangowi udało się dostać na studia operatorskie do Pekińskiej Akademii Filmowej.
Karierę w branży filmowej zaczynał jako operator przy pierwszych filmach swoich kolegów z uczelni. Odpowiadał za stronę wizualną m.in. Żółtej ziemi (1984) Chena Kaige. Od 1987 pracował już jako samodzielny reżyser, a jego debiutanckie Czerwone sorgo (1988), zrealizowane na podstawie powieści przyszłego noblisty Mo Yana, wyróżniono Złotym Niedźwiedziem na 38. MFF w Berlinie.
Zhang stał się pierwszym chińskim reżyserem docenionym przez Amerykańską Akademię Filmową. Trzy jego filmy nominowane zostały do Oscara dla najlepszego filmu nieanglojęzycznego. Były to: Ju Dou (1990), Zawieście czerwone latarnie (1991) i Hero (2002). Dwukrotnie nagrodzono go Złotym Lwem na MFF w Wenecji – za filmy Historia Qiu Ju (1992) oraz Wszyscy albo nikt (1999).
Po artystycznie udanych i płodnych latach 90., w XXI w. Zhang dokonał niespodziewanego zwrotu w swojej karierze, kręcąc wysokobudżetowe widowiska w stylu wuxia. Chociaż filmy pokroju Hero (2002) czy Domu latających sztyletów (2004) były kasowymi hitami, niepozbawionymi wszak estetycznego wyrafinowania, krytycy nie przyjmowali ich ciepło, wytykając brak fabularnej logiki i pogłębienia postaci w celu łatwego podboju zachodnich rynków.
Zhang zasiadał w jury konkursu głównego na 43. MFF w Berlinie (1993). Przewodniczył analogicznemu jury na 64. MFF w Wenecji (2007). W grudniu 2006 wyreżyserował w nowojorskiej Metropolitan Opera oryginalną operę Tana Duna pt. Pierwszy cesarz z Placido Domingo w roli głównej. W sierpniu 2008 odpowiadał za reżyserię widowiskowych ceremonii otwarcia i zamknięcia letnich igrzysk olimpijskich w Pekinie.

## Filmografia

### Reżyser
- 1988: Czerwone sorgo (紅高梁 / Hong gao liang)
- 1989: Kryptonim Kuguar (代號美洲豹 / Daihao meizhoubao)
- 1990: Ju Dou (菊豆 / Ju Dou)
- 1991: Zawieście czerwone latarnie (大紅燈籠高高掛 / Da hong denglong gaogao gua)
- 1992: Historia Qiu Ju (秋菊打官司 / Qiu Ju da guan si)
- 1994: Żyć! (活着 / Huo zhe)
- 1995: Szanghajska triada (搖呀搖﹐搖到外婆橋 / Yao a yao, yao dao wai po qiao)
- 1995: Lumiere i spółka (Lumière et compagnie) – segment
- 1997: Zachowaj spokój (有話好好說 / You hua hao hao shuo)
- 1999: Wszyscy albo nikt (一个都不能少 / Yi ge dou bu neng shao)
- 1999: Droga do domu (我的父亲母亲 / Wo de fu qin mu qin)
- 2000: Szczęście na raty (幸福时光 / Xing fu shi guang)
- 2002: Hero (英雄 / Ying xiong)
- 2004: Dom latających sztyletów (十面埋伏 / Shi mian mai fu)
- 2005: Tysiące mil samotności (千里走单骑 / Qian li zou dan qi)
- 2006: Cesarzowa (满城尽带黄金甲 / Man cheng jin dai huang jin jia)
- 2007: Kocham kino (Chacun son cinéma) – segment En regardant le film
- 2009: Trzy kule (三枪拍案惊奇 / San qiang pai an jing qi)
- 2010: Pod krzewem głogu (山楂树之恋 / Shan zha shu zhi lian)
- 2011: Kwiaty wojny (金陵十三钗 / Jin ling shi san chai)
- 2014: Powrót do domu (归来 / Gui lai)
- 2016: Wielki Mur (長城 / The Great Wall)
- 2018: Cień (影 / Ying)
- 2020: Jedna sekunda (一秒钟 / Yi miao zhong)
- 2021: Wędrowcy na krawędzi (悬崖之上 / Xuan ya zhi shang)
- 2022: Snajperzy (狙击手 / Ju ji shou)
- 2023: Rzeka szkarłatu (满江红 / Manjianghong)
- 2023: W świetle reflektorów (坚如磐石 / Jian ru pan shi)
- 2024: Di Er Shi Tiao (第二十条)

### Scenarzysta
- 1994: Dusza malarki (画魂 / Hua hun)
- 2002: Hero (英雄 / Ying xiong)
- 2004: Dom latających sztyletów (十面埋伏 / Shi mian mai fu)
- 2005: Tysiące mil samotności (千里走单骑 / Qian li zou dan qi)
- 2006: Cesarzowa (满城尽带黄金甲 / Man cheng jin dai huang jin jia)
- 2007: Kocham kino (Chacun son cinéma) – segment En regardant le film
- 2018: Cień (影 / Ying)
- 2020: Jedna sekunda (一秒钟 / Yi miao zhong)
- 2021: Wędrowcy na krawędzi (悬崖之上 / Xuan ya zhi shang)
- 2022: Snajperzy (狙击手 / Ju ji shou)
- 2023: Rzeka szkarłatu (满江红 / Manjianghong)

### Producent
- 1994: Dusza malarki (画魂 / Hua hun) – producent wykonawczy
- 1994: Konkubina wielkiego zdobywcy (西楚霸王 / Xi chu bawang)
- 1997: Dragon Town Story (龍城正月 / Long cheng zheng yue)
- 2002: Hero (英雄 / Ying xiong)
- 2004: Dom latających sztyletów (十面埋伏 / Shi mian mai fu)
- 2005: Tysiące mil samotności (千里走单骑 / Qian li zou dan qi)
- 2006: Cesarzowa (满城尽带黄金甲 / Man cheng jin dai huang jin jia)
- 2015: Znów siedemnastolatka (28歲未成年 / 28 sui wei chengnian)
- 2019: Ząb mądrości (日光之下 / Ri guang zhi xia)
- 2020: Wo he wo de jia xiang (我和我的家乡) – producent wykonawczy

### Aktor
- 1986: Wielka parada (大阅兵 / Da yue bing) – epizod
- 1987: Stara studnia (老井 / Lao jing) jako Sun Wangquan
- 1988: Czerwone sorgo (紅高梁 / Hong gao liang) – epizod
- 1989: Wojownik z terakoty (古今大战秦俑情 / Qin yong) jako Tian Fong
- 1997: Zachowaj spokój (有話好好說 / You hua hao hao shuo) jako handlarz śmieciami
- 2001: Da zhai men (大宅门, miniserial, 3 odc.) jako Li Lian-ying
- 2021: Wo he wo de fu bei (我和我的父辈) jako dyrektor stacji TV (epizod)

### Operator
- 1984: Żółta ziemia (黃土地 / Huang tu di)
- 1984: Jeden i ośmiu (一个和八个 / Yige he bage)
- 1986: Wielka parada (大阅兵 / Da yue bing)
- 1987: Stara studnia (老井 / Lao jing)